# Газопереробний завод Джафура
Газопереробний завод Джафура – підприємство нафтогазової галузі, яке споруджується на сході Саудівської Аравії та має обслуговувати видобуток сланцевого газу у басейні Джафура.
В 2021 році завершили тендер на спорудження першої черги заводу, яка має стати до ладу в 2025-му. Вона матиме дві лінії сукупною пропускною здатністю 31 млн м3 на добу, де відбуватиметься осушка, вилучення сірководню, демеркуризація та відбір зріджених вуглеводневих газів (ЗВГ, гомологи метану). Вартість черги становить 1,2 млрд доларів США, а генеральним підрядником стала південнокорейська компанія Samsung.
В 2023-му визначили переможця тендеру на будівництво другої черги, яка має почати роботу в 2027 році. Ним стала індійська компанія Larsen & Toubro, а вартість робіт становитиме 2,9 млрд доларів США. Черга отримає три технологічні лінії сукупною пропускною здатністю 59 млн м3 на добу. Південнокорейська Hyundai отримала підряд на спорудження інфраструктурних об’єктів (загальна вартість 2,4 млрд доларів США), який, зокрема, передбачає спорудження двох установок по виробництву сірки добовою потужністю 630 тон (та монтаж блоку розділення повітря, що здатний обслуговувати 5 установок з виробництва сірки).
Вилучена другою чергою заводу суміш ЗВГ транспортуватиметься по трубопроводу Джафура – Ріяс.